# Viking Press
Viking Press ist ein US-amerikanischer Verlag, der seit 1975 zur Verlagsgruppe Penguin Group gehört.

## Unternehmensgeschichte
Gegründet wurde der Verlag am 1. März 1925 in New York City von Harold K. Guinzburg und George S. Oppenheim. Ihr Gründungsmotto lautete:

“To publish a strictly limited list of good nonfiction, such as biography, history and works on contemporary affairs, and distinguished fiction with some claim to permanent importance rather than ephemeral popular interest.”

„Eine streng limitierte Liste von guten Sachbüchern, wie Biographien, Geschichtsbücher und Werken der zeitgenössischen Literatur oder ausgezeichneter Fiktion eher von bleibender Bedeutung als von kurzlebigem öffentlichem Interesse zu veröffentlichen.“

Der Firmenname und das Logo, ein Wikingerschiff entworfen und gezeichnet von Rockwell Kent, wurden als Symbole des Unternehmens ausgewählt, um Abenteuer und Erforschung mit dem Verlagswesen zu unterstreichen. Die ersten im Herbst 1925 herausgegebenen Listen von Viking Press enthielten Bücher von August Strindberg, Carl van Doren, Vita Sackville-West, Mohandas Gandhi, Bertrand Russell und Thorstein Veblen.
In den späten 1930er Jahren schlossen sich namhafte Autoren wie Pascal Covici oder John Steinbeck dem Unternehmen an. Nach der Veröffentlichung des ersten Romans von Steinbeck, brachte der Verlag 1938/39 The Grapes of Wrath sowie die erste amerikanische Ausgabe von James Joyce’ Finnegans Wake und Graham Greenes Brighton Rock heraus. Steinbeck und Greene arbeiteten über viele Jahre mit Viking Press zusammen.
Ab 1949 veröffentlichte der Verlag Death of a Salesman und The Crucible des amerikanischen Dramatikers Arthur Miller. Saul Bellow ließ seinen dritten Roman Die Abenteuer des Augie March, der 1953 den National Book Award gewann, und weitere preisgekrönte Romane bei Viking Press verlegen, 1976 wurde Bellow mit dem Nobelpreis für Literatur ausgezeichnet. Von 1957 an brachte Viking Press klassische Romane von Jack Kerouac wie On the Road oder Dharma Bums heraus.
In den folgenden Jahrzehnten veröffentlichte der Verlag Bücher von William S. Burroughs, Hannah Arendt, Peter Matthiessen, Barbara Tuchman, Wallace Stegner, Octavio Paz, Kingsley Amis, Robert Coover, Lawrence Durrell, Frederick Forsyth und Thomas Pynchon (sein Roman Gravity’s Rainbow gewann 1973 den National Book Award). Im Jahr 1975 wurde Viking an Penguin Books in England verkauft. Der Name des Verlages wurde dadurch in Viking Penguin geändert.
In den frühen 1980er Jahren brachte Viking Bücher der innovativsten und beliebtesten Autoren dieser Zeit heraus. Darunter Stephen King, Phillip Roth, Terry McMillan, T. C. Boyle, Bruce Chatwin, Don DeLillo (dessen Roman White Noise gewann 1985 den National Book Award), Jorge Luis Borges, Robertson Davies, William Kennedy (sein Roman Ironweed „Wolfsmilch“ gewann 1983 den Pulitzer-Preis), David Lodge, William Trevor und Garrison Keillor. 1989 kam Viking durch die Veröffentlichung der Satanischen Verse von Salman Rushdie in die Schlagzeilen und entfesselte einen Sturm der Kontroverse, als Ayatollah Khomeini eine Fatwa über den Autor aussprach.
Zu den renommierten Buchpreisgewinnern bei Viking Penguin gehören die Autoren Roddy Doyle mit seinen Romanen Paddy Clarke Ha Ha Ha und J. M. Coetzee, der es als erster Autor schaffte, den Preis für zwei seiner Bücher (Life and Times of Michael K im Jahr 1983 und Disgrace im Jahr 1999) zu gewinnen. Im Jahr 2003 erhielt Coetzee den Nobelpreis für Literatur.
Unter allen Autoren, deren Bücher der Verlag bisher veröffentlicht hat, sind bisher fünf, denen der Literaturnobelpreis verliehen wurde. Zurzeit werden von Viking ungefähr 100 Publikationen pro Jahr herausgebracht.

## Viking Children’s Books
1933 gründete Viking Press eine neue Abteilung, die Viking Children’s Books (Viking Kinderbücher), für die Veröffentlichung von Autoren wie Sherwood Anderson, James Joyce, John Steinbeck und Rebecca West. Die erste Redakteurin war May Massee, die den Junior Books zu einem Marktführer im Bereich der Kinderbücher machte. Die erste Bücherliste enthielt The Story About Ping, Klassiker wie Make Way for Ducklings, The Story of Ferdinand, The Twenty-one Balloons, Pippi Longstocking (Pippi Langstrumpf) und andere.
1985 gewann Viking als erster Kinderbuchverlag den Carey Thomas Award und war zweimal für den LMP Award nominiert.

## Verlagsleitung
Seit ihrem Eintritt im Dezember 1997 ist Clare Ferraro innerhalb der Penguin Group als Präsidentin für die Verlagsgruppen Viking Press, Plume, Hudson Street Press und Pamela Dorman Books zuständig. Vorher bekleidete sie 19 Jahre lang eine Reihe anderer Positionen in der Werbung und im Managementbereich bei Ballantine Books, darunter als Chefredakteurin, Herausgeberin und Direktorin für Öffentlichkeitsarbeit.
Regina Hayes, die im Jahr 1982 zu Viking Press kam, leitet die Abteilung für Kinderbücher.

## Auszeichnungen/Literaturpreise
Literaturnobelpreis
- 1962: John Steinbeck, USA
- 1976: Saul Bellow, USA
- 1991: Nadine Gordimer, Südafrika
- 2003: J. M. Coetzee, Südafrika

Friedensnobelpreis
- 1991: Aung San Suu Kyi, Burma

Pulitzer Prize für Fiction
- 1972: Wallace Stegner für Angle of Repose
- 1976: Saul Bellow für Humboldt’s Gift
- 1984: William Kennedy für Ironweed
- 1995: Carol Shields für The Stone Diaries
- 2006: Geraldine Brooks für March

Pulitzer Prize für Poetry
- 1976: John Ashbery für Self-Portrait in a Convex Mirror
- 2002: Carl Dennis für Practical Gods

Weitere Preise16 National Book Award, 6 National Book Critics Circle Award, 4 Booker Prize, 2 Faulkner Award for American Fiction und viele weitere.